# Мандей, Ричард
Ричард Бернард Мандей (англ. Richard Burnard Munday; 31 января 1896, Плимут, Англия — 11 июля 1932) — английский лётчик-ас Первой мировой войны. Известен тем, что первым из британских военных лётчиков одержал ночную воздушную победу.

## Биография

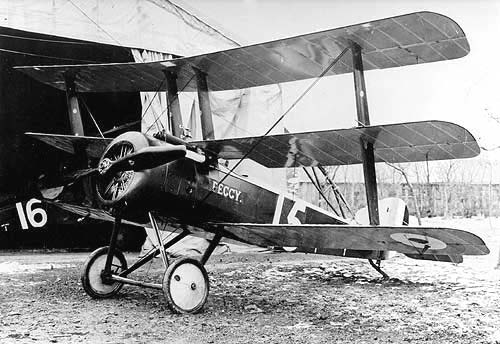
Истребитель-триплан Sopwith Triplane, на котором Р. Мандей одержал свою первую воздушную победу

Сын бригадного генерала. До вступления в британскую армию, изучал медицину. С 1915 года — в Королевской военно-морской авиационной службе.
Участник Первой мировой войны.
Начиная с лета 1917 года служил в 8-й Военно-морской эскадрилье ВВС Великобритании. За годы службы на Западном фронте одержал 9 воздушных побед, в том числе 4 аэроплана и 5 аэростатов наблюдения. Входил в почётную группу военных лётчиков Balloon Buster, известных успешным уничтожением вражеских аэростатов наблюдения. Эти пилоты отличались бесстрашием. Каждый из 77 лётчиков-асов группы Balloon Buster за годы Первой мировой войны уничтожил пять или более воздушных шаров.
Первую воздушная победу Р. Мандей одержал 18 августа 1917 года, пилотируя истребитель-триплан Sopwith Triplane, сбив в группе германский истребитель-полутораплан Albatros D.V.
29 сентября 1917 года на истребителе Sopwith Camel в ночных условиях уничтожил вражеский аэростат наблюдения. Это стало первой британской ночной воздушной победой.
Следующими стали ещё 4 сбитых немецких наблюдательных аэростатов. Три из них были зарегистрированы во время ночных полётов, что было редкостью в то время.
После окончания войны оставался в военной авиации. Служил в оккупационной Британской армии Рейна. Известно, что 1 января 1927 года он был назначен командиром эскадрильи (Сквадрон-лидер).
В мае 1932 года командир эскадрильи Мандей уволился из Королевских ВВС по состоянию здоровья. Умер 11 июля 1932 года.

## Награды
- Крест ВВС (Соединенное Королевство)
- Военный крест Бельгии
- Почётный крест за службу (Соединенное Королевство)